# Дорожные воины
«Дорожные воины» (англ. The Road Warriors), также известные как «Легион судьбы» (англ. Legion of Doom) — американская команда в рестлинге, составшая из Дорожного воина Ястреба (Майкл Хегстранд) и Дорожного воина Зверя (Джозеф Лауринайтис). Они выступали под названием «Дорожные воины» в American Wrestling Association (AWA), National Wrestling Alliance (NWA), World Championship Wrestling (WCW), и под названием «Легион судьбы» в World Wrestling Federation (WWF). Под любым из этих названий образ был един — два внушительных рестлера с разрисованными лицами. В течение коротких периодов другие рестлеры были добавлены в качестве запасных партнеров для обоих основных участников команды. В Японии в 1990-х годах Кенсукэ Сасаки часто выступал в команде с Ястребом и Зверем, по отдельности и вместе, а в WWE к ним присоединялись Дроз в 1990-х годах и Хайденрайк в 2000-х. У команды также было три менеджера: Санни в 1990-х, Кристи Хемми в 2000-х и Пол Эллеринг, менеджер, связанный с оригинальной командой.
Ястреб и Зверь были известны своим впечатляющим телосложением, так как их физические размеры были больше, чем у большинства рестлеров той эпохи. Их раскраска лица и доспехи с шипами были вдохновлены фильмом «Безумный Макс 2: Воин дороги»; они стали первыми рестлерами, которые перенесли тему из фильма в мир рестлинга. Они также представили тандемный приём, известный как «Устройство Судного дня». Оба использовали этот прием в качестве командного финишера на протяжении всей своей карьеры, даже в команде с другими партнерами.
Дуэт был хедлайнером многих событий, включая Survivor Series в 1991 году и In Your House 16: Canadian Stampede, и многие считают его величайшей командой в истории рестлинга.

## Воплощения
- «Дорожные воины» / «Легион судьбы»
  - Дорожный воин Ястреб
  - Дорожный воин Зверь
  - Мощный воин (в матчах 3-на-3 в Японии)
  - «Драгоценный» Пол Эллеринг (менеджер)
- «Восставшие из ада»
  - Дорожный воин Ястреб
  - Мощный воин
- «Легион судьбы 2000»
  - Дорожный воин Ястреб
  - Дорожный воин Зверь
  - Дроз
  - Санни (менеджер)
- «Легион судьбы 2000»
  - Дорожный воин Зверь
  - Хайденрайк
  - Кристи Хемми (менеджер)
- «Адские воины»
  - Дорожный воин Зверь
  - Мощный воин